# José Antônio Martins Galvão
José Antônio Martins Galvão (født 8. juli 1982) er en brasiliansk fodboldspiller.